# هدى حسين
هدى حسين (20 آب / أغسطس 1965 -)، ممثلة عراقية ولدت وعاشت في الكويت وتحمل جواز سفر دولة سانت كيتس ونيفيس. وهي من مؤسسي مسرح الطفل في الوطن العربي اشتهرت بأعمالها الموجهة للطفل وتعد من أبرز الفنانات في الخليج، برزت في الأعمال التلفزيونية والمسرحية. وبالإضافة لكونها ممثلة، فلها القدرة على الغناء، حيث شاركت في الكثير من الأوبريتات مع عبد الكريم عبد القادر ونبيل شعيل ونوال وغيرهم، وأيضاً أصدرت ألبومان للأطفال في ثمانينات القرن العشرين بمشاركة الفنان عبد الكريم عبد القادر، كما قدمت الكثير من الأغاني الوطنية والرياضية. كما أنها وخلال مشوارها الفني قامت بإنتاج أكثر من عمل فني شاركت به، ومنها قتالة الشجعان، وبسمة منال.

## عن حياتها
ولدت في الكويت لأبوين عراقيين حيث كانت أسرتها تعيش متنقلة ما بين العراق والكويت. كان والدها يعمل في وزارة التعليم في العراق وتوفي وهي في سن العاشرة. وهي تنتمي لأسرة فنية، حيث إن شقيقتها سعاد ممثلة ومذيعة أخبار في إذاعة الكويت، وشقيقتها نجاة كاتبة ومخرجة، وابتسام عملت أيضًا في التمثيل والإخراج كمساعدة مخرج، وسحر ممثلة ومذيعة في إذاعة وتلفزيون قطر، وشقيقها عبد الكريم كان كاتب مسرحي ولها شقيق آخر يدعى «علي»، كما إن زوج شقيقتها سعاد هو المسرحي فؤاد الشطي وأبنائهم يعملون أيضًا بالمجال الفني وهم أسامة وأحمد وأوس. وفي عام 2000 تزوجت من ممثل كويتي هو «عبد العزيز القطان» إلا أنهما انفصلا بعد ذلك.
في عام 2017 تم ترشيحها لمبادرة صناع الأمل التي أقيمت برعاية الشيخ محمد بن راشد آل مكتوم كأول فنانة عربية تشارك بهذا النوع من المشاريع التطوعية الخيرية.

### الدراسة
درست الأدب الإنجليزي في جامعة الكويت ووصلت بدراستها إلى السنة النهائية، إلا أنها لم تكملها بسبب الغزو العراقي للكويت ومغادرتها للكويت. إلا أن وبعد عودتها للكويت انضمت للجامعة العربية المفتوحة فرع الكويت لدراسة الأدب الإنجليزي من جديد، وتخرجت منها بعام 2010.

### الغزو العراقي وابتعادها عن الكويت
في أوائل أيام الغزو العراقي للكويت شاركت في مظاهرات علنية كانت تخرج بمنطقة الدعية وتقوم بتوزيع المنشوارت والهتاف مع إخوتها تندد ضد النظام العراقي، بعدها انتقلوا لمنزل شقيقتها الكبرى سعاد ثم لمنطقة أخرى وبعد إحكام سيطرة الجنود العراقيين على الكويت قرروا الخروج منها حتى لا يتم استغلالهم إعلاميًا من قبل النظام العراقي لكونهم وجوه معروفة، فقاموا بتزوير أوراقهم الثبوتية والهروب عن طريق السعودية بمساعدة بعض العوائل الكويتية، وفي أثناء مغادرتهم تعرضوا لمضايقات من الجنود العراقيين، اتجهت مع عائلتها إلى قطر ولم تكتف ووقفت إلى جانب الفنانين الكويتيين فوق خشبة المسرح خلال الأمسية التي قدمت تحت شعار «سوف نبقى واقفين» ومنهم الفنانون محمد المنصور وسعاد عبد الله ومحمد المسند وخليل زينل.
تعرضت شقيقتها ابتسام لحادث مروري في الكويت ودخولها بغيبوبة طلبت العودة لحضور لزيارتها أو لدفنها لكنها لم تستطع حينها وحاول أزواج شقيقاتها التدخل لكنهما لم يستطعوا خصوصا بأنها معروفة، وبقيت مقيمة في قطر وواصلت مشوارها الفني منها أشيع حينها خبر استضافتها للفنان أمبيريك لكنها أكدت أنه لم يأت إلى قطر ولا يمكن لها أن تستضيف شخصًا خان وغدر البلد الذي رعاه، وفي عام 2000 عادت إلى الكويت بعد زواجها من مواطن كويتي هو الممثل عبد العزيز القطان.

## حياتها الفنية
في طفولتها تأثرت بشقيقاتها، خصوصاً شقيقتها الكبرى سعاد التي كانت تدرس في «المعهد العالي للفنون المسرحية» وتعمل في إذاعة الكويت وتصطحبها معها، بدايتها كانت في عمر سبع سنوات عندما شاركت بعمل بالأبيض والأسود اسمه جحا وحجاج وبنت السلطان، وكذلك شاركت في أعمال أخرى كما ظهرت في طفولتها مع ماما أنيسة في تلفزيون الكويت، وكان أول أعمالها في التلفزيون مسلسل حبابة إلى جانب الفنانة مريم الغضبان، وأول أعمالها في مسرح الطفل كان «السندباد البحري»، ثم شاركت مع المخرج فؤاد الشطي بمسرحية «نورة» لفرقة المسرح العربي.

### دورها في مسرح الطفل
لها دور كبير في مسرح الطفل في الكويت، حيث شاركت بأول مسرحية طفل في الكويت خلال مسرحية السندباد البحري وكانت طفلة حينها وذلك ضمن فريق الراقصات من الأطفال بالمسرحية وكان ذلك بعام 1978، وبعدها أخذت أحد أدوار البطولة في مسرحية نورة. عملت بعدها عدة أعمال مسرحية حتى قدمت مسرحية ليلى والذيب والتي قامت بإنتاجها أيضًا والتي تعتبر أول إنتاج مسرحي لها، واستمرت بتقديم الأعمال المسرحية للطفل حتى بعد الغزو العراقي للكويت وانتقالها للإقامة في قطر حيث أعادت تقديم مسرحية البنات والساحر والتي كانت قد بدأت عروضها في الكويت قبل حدوث الغزو، كما قدمت مسرحيات علي بابا والعصابة والأخطبوط وعروس البحر وغيرها من الأعمال. وبعد عودتها للكويت عام 2000 وهو العام الذي قدمت فيه أول عمل مسرحي لها بعد العودة وهو مسرحية أليس في بلاد العجائب، واستمرت بتقديم أعمال الطفل المسرحية سنويًا، ولم يكتف نشاطها واهتمامها بالطفل فقط بالأعمال بل اطلقت شعار «اغرس قيمة تبني أجيال».

## إيقاف المسرحية
أثارت جدلًا بعد مشاركتها في مسلسل زوجة واحدة لا تكفي، حيث أحالتها وزارة الإعلام الكويتيَّة وأبطال المسلسل مع كتابة المسلسل إلى النيابة العامة بتهمة الإساءة إلى المجتمع الكويتي، وذلك لتناوله قضايا حساسة تمس جوانب من الحياة الزوجية والعلاقات الأسرية وبالإساءة إلى قيم وأخلاق المُجتمع الكويتي. وقررت الوزارة إيقاف جميع المُمثلين المُشاركين في العمل عن التمثيل في أي أعمال فنيَّة في الكويت سواءً مسرحيَّة أو فنيَّة.
كما قررت وزارة الإعلام الكويتيَّة وقف عرض مسرحية «في زين الزمان»، التي كانت ستعرض في أول أيام عيد الفطر بسبب مشاركتها هي وبعض ممثلي مسلسل زوجة واحدة لا تكفي.

## الجوائز والتكريمات
- 2023:  لبنان - تكريم في مهرجان الزمن الجميل عن مجمل مسيرتها الفنية.[16]
- 2024:  الإمارات العربية المتحدة - جائزة الإنجاز مدى الحياة من مهرجان «الشارقة السينمائي الحادي عشر».[17]
- 2025:  السعودية - جائزة الممثلة المفضلة عن فئة المسلسلات من مهرجان «جوي أواردس» بدورته الخامسة عن دورها في مسلسل زوجة واحدة لا تكفي.[18]

## أعمالها

### في التلفزيون
| سنة الإنتاج | اسم المسلسل                                           | الشخصية       |
| ----------- | ----------------------------------------------------- | ------------- |
| 1972        | جحا وحجاج وبنت السلطان                                | طفلة          |
| 1978        | حبابة                                                 | لولوة         |
| 1980        | إلى أبي وأمي مع التحية (جزئين)، الجزء الثاني عام 1982 | ليلى          |
| 1981        | أبلة منيرة                                            | هدى           |
| 1982        | بدر الزمان                                            | نور الحياة    |
| 1982        | أحلام صغيرة                                           | دلال          |
| 1982        | افتح يا سمسم برنامج توعوي                             | عبلة          |
| 1985        | مبارك                                                 | أحلام         |
| 1986        | إلى من يهمة الأمر                                     |               |
| 1986        | القضبان سهرة تلفزيونية                                | هدى           |
| 1987        | عائلة فوق تنور ساخن                                   | سلوى          |
| 1988        | مدينة الرياح                                          | ياسمين        |
| 1988        | مسابقات رمضان - رزنامة                                | عدة شخصيات    |
| 1988        | قلوب عند المرافئ                                      | دلال          |
| 1988        | قلب من زجاج سهرة تلفزيونية                            | سهام          |
| 1989        | تناتيف                                                | عدة شخصيات    |
| 1989        | مسابقات رمضان - ستوب قف هوب                           | بدرية         |
| 1990        | العائلة                                               | بشاير         |
| 1990        | غلطة عمري سهرة تلفزيونية                              | مي            |
| 1992        | حلم شهريار                                            | شهريار        |
| 1993        | هلا رمضان هلا                                         | عدة شخصيات    |
| 1993        | بطاقة دعوة                                            | عدة شخصيات    |
| 1993        | صار وش كان                                            | عدة شخصيات    |
| 1994        | عفوا سيدي الوالد                                      | بدرية         |
| 1995        | جميلة                                                 | جميلة         |
| 1996        | نأسف لهذا الخلل                                       | ابتسام        |
| 1996        | فوازير رمضان - خليج الخير                             | عدة شخصيات    |
| 1997        | حتى إشعار آخر                                         | حمده          |
| 1998        | فوازير رمضان - أمثال أمثال                            | عدة شخصيات    |
| 1999        | أحلام البسطاء                                         | عائشة         |
| 2001        | من يقتل الأحلام                                       | عالية         |
| 2003        | صمت السنين                                            | بدور          |
| 2003        | رحلة بو بلال                                          | نورية         |
| 2003        | حياتي                                                 | لطيفة         |
| 2004        | بيت العائلة                                           | حصة           |
| 2004        | الشقردي                                               | هيا           |
| 2005        | الدكتورة                                              | منيرة         |
| 2005        | إن فات الفوت                                          | مريم          |
| 2005        | عليك سعيد ومبارك                                      | فرحة          |
| 2006        | ممكن سهرة تلفزيونية                                   | دلال          |
| 2007        | قتالة الشجعان                                         | قتالة         |
| 2007        | العقد سهرة تلفزيونية                                  | بدرية         |
| 2008        | عيون الحب                                             | عائشة         |
| 2008        | فضة قلبها أبيض                                        | فايقة         |
| 2009        | الورثة                                                | سعاد          |
| 2009        | سارة                                                  | سارة          |
| 2009        | سدرة البيت                                            | عهود          |
| 2010        | الرهينة                                               | منيرة         |
| 2010        | أميمة في دار الأيتام                                  | أميمة         |
| 2011        | الشمس تشرق مرتين                                      | سلمى          |
| 2011        | الملكة                                                | هدى           |
| 2011        | الدخيلة                                               | سهيلة         |
| 2011        | علمني كيف أنساك                                       | سارة          |
| 2011        | الحب لا يكفي أحيانا                                   | بدرية         |
| 2012        | حلفت عمري                                             | سلوى          |
| 2012        | خادمة القوم                                           | فاطمة         |
| 2013        | لن أطلب الطلاق                                        | نوال          |
| 2014        | منطقة محرمة                                           | حنان          |
| 2014        | بسمة منال                                             | بسمة          |
| 2015        | لك يوم                                                | منيرة         |
| 2016        | المحتالة                                              | جميلة         |
| 2016        | جود                                                   | جود           |
| 2017        | حياة ثانية                                            | مشاعل         |
| 2017        | إقبال يوم أقبلت                                       | إقبال         |
| 2018        | عطر الروح                                             | عطر           |
| 2019        | غصون في الوحل                                         | غصون          |
| 2019        | وصاة أمي سهرة تلفزيونية                               | غنيمة / منيرة |
| 2019        | أمنيات بعيدة                                          | شريفة / لطيفة |
| 2020        | شغف                                                   | دانة          |
| 2021        | الناجية الوحيدة                                       | وصايف         |
| 2021        | كف ودفوف                                              | سليمة         |
| 2022        | من شارع الهرم إلى...                                  | عبلة          |
| 2022        | ست الحسن                                              | ست الحسن      |
| 2022        | عودة خالتي                                            | حميدة         |
| 2023        | ملح وسمرة                                             | هند           |
| 2024        | زوجة واحدة لا تكفي                                    | هيلة          |
| 2024        | البيت الملعون                                         | رزان          |
| 2025        | الصحبة الحلوه                                         | سدرة          |

### في المسرح
| سنة الإنتاج | المسرحية                 | الشخصية       |
| ----------- | ------------------------ | ------------- |
| 1978        | السندباد البحري          | طفلة          |
| 1978        | نورة                     | طيبة          |
| 1980        | ألف باء تاء              | المضيفة       |
| 1980        | دار                      | هدى           |
| 1980        | مملكة العجائب            |               |
| 1981        | الدمية المفقودة          |               |
| 1982        | العفريت                  | الكتاب        |
| 1983        | سندريلا                  | سندريلا       |
| 1984        | من أجل حفنة دنانير       | بدور          |
| 1985        | فدوة لك                  | صديقة         |
| 1985        | سندس                     | سندس          |
| 1985        | رحلة حنظلة               | الممرضة       |
| 1987        | العصابة                  | وفاء          |
| 1987        | شمس الشموس               | شمس الشموس    |
| 1987        | قفص الدجاج               | القط عنتر     |
| 1988        | ليلى والذيب              | ليلى          |
| 1989        | الواوي وبنات الشاوي      | الأسد / شمسة  |
| 1989        | سارة                     | سارة          |
| 1990        | البنات والساحر           | الأميرة       |
| 1991        | عرب 2000 عرضت في قطر     |               |
| 1993        | الأخطبوط وعروس البحر     | عروس البحر    |
| 1994        | كوت وتوت                 | كوت           |
| 1995        | الذيب والعنزات           | هدى           |
| 1995        | ياسمينة والسندباد        | ياسمينة       |
| 1997        | جملية والوحش             | جميلة         |
| 1997        | الديناصور                | مرجانة        |
| 1997        | مظلوم ظلم مظلوم          | فرح           |
| 1999        | علي بابا والعصابة        | مرجانة        |
| 2000        | أليس في بلاد العجائب     | أليس          |
| 2001        | مرجانة والعصابة          | مرجانة        |
| 2002        | التوأم                   | سلافة / أزهار |
| 2003        | عجايب والعقارب           | عجايب         |
| 2004        | أبو الرؤوس الثلاث        | هتان          |
| 2004        | الأسود                   | عدة شخصيات    |
| 2005        | الأميرات الثلاث          | الجوري        |
| 2006        | عائلة ذهب × ذهب          | ذهب           |
| 2007        | لعبة الكراسي             | هيام          |
| 2008        | يا دانة دنا الليل        | شاهة          |
| 2008        | غزلان وملك الفئران       | غزلان         |
| 2009        | الساحرة وحنين والتنين    | حنين          |
| 2010        | التوائم السبعة           |               |
| 2011        | غدير راعية الجمال        | غدير          |
| 2012        | زمن لولوة وخزنة          | لولوة         |
| 2013        | البنات والطنطل           | شمسة          |
| 2014        | كوخ حارسات الغابة        | حارسة الغابة  |
| 2015        | ملكة الظلام              | الملكة        |
| 2016        | عائلة آدم                | هدى           |
| 2017 - 2018 | توتا والقردة شيتا        | توتا          |
| 2018        | البنات والساحر 2         | الأميرة       |
| 2019        | نيوتن                    | سوزان         |
| 2019        | سحيلة أم الخلاجين        | سحيلة         |
| 2022        | الطابق الثاني            | وفاء          |
| 2023        | السحر الأسود عروض الرياض | عايدة         |
| 2025        | الملكة والقرصان          | الملكة        |
| 2025        | ليلى والذيب 2025         | ليلى          |
| 2025        | زين التي لا تخاف         | زين           |

### المسلسلات الإذاعية
| سنة الإنتاج | المسلسل                     |
| ----------- | --------------------------- |
|             | تضحية أم                    |
| 2008        | ليالي الجزء الثاني عام 2009 |
| 2008        | قلب حنون                    |
| 2009        | الآنسة رقية                 |
| 2012        | فارس مع النفاذ              |
| 2013        | ليل وسراي                   |
| 2013        | الفاتح صلاح الدين           |
| 2014        | مرايم والبخت نايم           |
| 2015        | أبو الحريم                  |
| 2016        | شرقان وإيمان في رمضان       |
| 2017        | مغارة سمسم                  |
| 2017        | نجوم القمة                  |
| 2018        | بنقول لكم سالفة 3           |
| 2019        | الوالي وبنت الشاوي          |

### تقديم البرامج
قدمت خلال مشوارها الفني العديد من البرامج منها برنامج «شوية أغاني» في نهاية ثمانينات القرن العشرين وقدمت برنامج صباحي مخصص للأطفال على محطة «كويت إف إم»، كما كانت تشارك بتقديم برنامج سنوي مختص للاحتفال بعيد الأم على ذات المحطة كما قدمت برنامج اليوم المفتوح للأطفال على تلفزيون قطر. في عام 2011 شاركت كعضو لجنة حكم ببرنامج الفرصة والذي كان يهدف إلى اكتشاف المواهب وعرض على قناة سما دبي وفي سبتمبر من عام 2012 بدأت بتقديم برنامج «القايلة بنات» على محطة «كويت إف إم».

## وصلات خارجية
- هدى حسين على موقع IMDb (الإنجليزية)
- هدى حسين على موقع قاعدة بيانات الأفلام العربية
- هدى حسين على موقع قاعدة بيانات الفيلم (الإنجليزية)
- هدى حسين على موقع قاعدة بيانات الفيلم (الإنجليزية)
- هدى حسين على موقع ليتربوكسد (الإنجليزية)
- هدى حسين على موقع كينوبويسك (الروسية)